# Ong Arco
A ARCO é uma organização da sociedade civil sem fins lucrativos fundada em 26 de maio de 2022, no bairro das Malvinas, em Jaboatão dos Guararapes, no estado de Pernambuco. Sua criação antecedeu as fortes chuvas que atingiram o município no dia 28 de maio daquele ano, o que motivou a transferência provisória de suas atividades para o bairro de Padre Roma. Em 3 de agosto de 2023, a entidade formalizou seu Estatuto Social e estabeleceu sede administrativa no bairro de Santo Aleixo, também em Jaboatão dos Guararapes.
Desde então, a organização desenvolve iniciativas voltadas à promoção dos direitos humanos, com foco nas populações LGBTQIAP+, negras e periféricas. Suas ações abrangem os campos da saúde mental, prevenção ao HIV/AIDS e outras infecções sexualmente transmissíveis, redução de danos, educação, empregabilidade, cultura e advocacy. A ARCO atua em articulação com o poder público, movimentos sociais e instituições acadêmicas, adotando metodologias participativas e interseccionais.

## Projetos

### Psi Tá-On!
O PsiTá‑On é um projeto da ONG ARCO voltado à promoção da saúde mental de pessoas LGBTQIAP+ e negras, por meio de atendimentos psicológicos on-line e gratuitos. Lançado em janeiro de 2023, a iniciativa foi criada para enfrentar barreiras de acesso ao cuidado psicológico entre populações marginalizadas, especialmente em territórios com oferta limitada de serviços especializados.
A primeira edição do projeto iniciou-se com uma chamada pública para psicólogas e psicólogos voluntários, que participaram de processos formativos e passaram a oferecer atendimentos individuais de forma remota. Simultaneamente, foi lançada uma chamada para pacientes, com a oferta inicial de 20 vagas destinadas a pessoas LGBTQIAP+ e negras interessadas no acompanhamento psicológico.
Ao longo de suas edições, o PsiTá‑On realizou mais de 300 sessões virtuais com 22 pessoas LGBTQIAP+, alcançando usuários em cinco estados brasileiros.

### Reduz na ARCO
O Reduz na ARCO é uma iniciativa de redução de danos desenvolvida pela ONG ARCO, com atuação concentrada no município de Jaboatão dos Guararapes, em Pernambuco. O projeto é voltado prioritariamente a populações negras, periféricas e LGBTQIAP+ e tem como foco a promoção da saúde, da cidadania e do acesso à informação. Suas ações visam minimizar os impactos negativos associados ao uso de substâncias psicoativas por meio de estratégias práticas e educativas.
As atividades do projeto estão estruturadas em três eixos principais: intervenções de rua com distribuição gratuita de kits de prevenção, manutenção de uma biblioteca digital com materiais informativos sobre redução de danos e incidência política relacionada às políticas públicas sobre drogas.
Desde sua criação, o Reduz na ARCO distribuiu mais de 3 mil kits contendo insumos como preservativos, lubrificantes, panfletos educativos e itens de cuidado pessoal. As ações são realizadas em espaços públicos, festas, ocupações urbanas e comunidades periféricas. Em 2023, o projeto esteve à frente da organização da primeira edição da Marcha da Maconha de Jaboatão, articulando coletivos e lideranças locais em defesa de políticas de drogas pautadas na saúde pública e na redução de danos.

### Transciclopédia
A Transciclopédia é uma iniciativa da ONG ARCO lançada em janeiro de 2024 com o objetivo de mapear, reunir e divulgar as histórias de pessoas trans brasileiras. Trata-se de uma plataforma digital, gratuita e colaborativa, apresentada durante o VI Fórum da Visibilidade Trans de Jaboatão dos Guararapes. O projeto busca contribuir para a superação da invisibilidade histórica dessa população, reunindo relatos e trajetórias sob diversas perspectivas.
A proposta da Transciclopédia é ampliar o repertório de referências sobre pessoas trans no Brasil, organizando um acervo com perfis e histórias relacionadas a áreas como saúde, educação, política, arte e cultura. O site permite buscas por nome ou por área de atuação, e já inclui figuras como a deputada federal Érika Hilton e o escritor João W. Nery, considerado o primeiro homem trans a realizar cirurgia de redesignação de gênero no país.

### SOFIA
SOFIA é um chatbot baseado em inteligência artificial desenvolvido pela ONG ARCO para atendimento a demandas da população LGBTQIAP+. Disponível por meio de mensagens diretas no Instagram, o sistema responde à saudação inicial “Olá Sofia” com um menu interativo dividido em quatro seções: Sala de Aula, Kit Gay, Cura Gay e Redução de Danos.
A ferramenta disponibiliza informações sobre identidade de gênero, orientação sexual, legislação, direitos, violência, prevenção de infecções sexualmente transmissíveis, locais de testagem, apoio em saúde mental e estratégias de redução de danos relacionadas ao uso de substâncias psicoativas.
O sistema foi lançado em 1º de junho de 2023 e, segundo a ONG, possui capacidade para disponibilizar mais de 500 tipos de informação, realizar até 1 000 atendimentos mensais e alcançar aproximadamente 12 000 pessoas por ano.

## Ações comunitárias

### Coco do Rosário
Em 3 de julho de 2022, a ONG ARCO realizou sua primeira atividade pública, com uma ação de prevenção às ISTs e redução de danos durante o Sarau Coco do Rosário, na Praça do Rosário, em Jaboatão dos Guararapes. A iniciativa envolveu a distribuição de materiais informativos e kits de prevenção, com foco na promoção da saúde da população LGBTQIAP+. A ação incluiu também um momento de fala pública, em que a organização abordou a importância do debate sobre política de drogas e estratégias de redução de danos em espaços culturais e comunitários.

### No Ilê cabe todas as cores
No dia 16 de julho de 2022, a ONG ARCO participou de um ato público contra o racismo religioso, realizado no Terreiro Egbé Omo Lomi, em Jaboatão dos Guararapes. A mobilização foi organizada pelo coletivo Periféricas, pelo grupo Abre Caminho e pelo Espaço Cultural das Marias, em resposta a uma série de ataques sofridos pelo terreiro, incluindo o lançamento de uma bomba caseira durante um ensaio. Como parte de sua participação, a ARCO lançou a campanha “No Ilê Cabe Todas as Cores”, promovendo ações de prevenção às ISTs, distribuição de materiais educativos e rodas de conversa. Durante o evento, representantes da organização abordaram em sua fala pública as intersecções entre racismo religioso e LGBTfobia, destacando a importância da promoção dos direitos humanos em territórios de resistência cultural e religiosa.

### Parada LGBTQIAP+ do Recife
Em setembro de 2022, a ONG ARCO participou da Parada da Diversidade do Recife. Na ocasião, representantes da organização distribuíram materiais informativos e adesivos com mensagens afirmativas, promovendo a visibilidade LGBTQIAP+ e o combate à discriminação. A atividade integrou o calendário de mobilizações públicas da entidade em defesa dos direitos humanos e da diversidade sexual e de gênero.

### Campanha lambe-lambe – Eleições 2022
Em 26 de outubro de 2022, a ONG ARCO realizou uma intervenção urbana com cartazes no formato lambe-lambe em ruas de Jaboatão dos Guararapes. A ação fez parte de sua campanha institucional em defesa da democracia, dos direitos humanos e da população LGBTQIAP+, durante o segundo turno das eleições presidenciais. Com mensagens visuais produzidas pelo artista Carlos Santos (SANTTO), a intervenção buscou estimular o voto consciente e o posicionamento contra agendas políticas consideradas regressivas no campo dos direitos civis, em especial as associadas ao governo Jair Bolsonaro. A iniciativa reforçou o compromisso da organização com o enfrentamento às violências políticas e à desinformação, utilizando a arte como meio de mobilização social.

### Natal de Todas as Cores
O “Natal de Todas as Cores” é uma ação comunitária idealizada e realizada pela ONG ARCO em dezembro de 2022, no município de Jaboatão dos Guararapes. A atividade promoveu uma ceia de Natal para cerca de 50 pessoas LGBTQIAP+ em situação de vulnerabilidade social e teve como objetivo fortalecer vínculos comunitários, criar espaços seguros de convivência e articular uma rede de lideranças atuantes em territórios periféricos. A iniciativa também marcou a apresentação pública da organização à comunidade local, após sua fundação em maio do mesmo ano. A programação incluiu rodas de conversa, articulações políticas, momentos de escuta coletiva e distribuição de kits natalinos com alimentos e produtos de higiene. O evento contou com o apoio de voluntários e foi financiado por meio de uma campanha de arrecadação online.
A proposta da ação foi inspirada nos impactos do chamado “estresse de minorias” — conceito utilizado na Psicologia para descrever os efeitos psicossociais da discriminação estrutural sofrida por pessoas LGBTQIAP+. Segundo a ONG, a iniciativa buscou ressignificar memórias afetivas associadas às festividades natalinas, frequentemente marcadas por experiências de rejeição e exclusão familiar entre pessoas LGBTQIAP+.

### Sapatão Cidadã
Em 29 de agosto de 2023, a ONG ARCO realizou a ação “Sapatão Cidadã”, em alusão ao Dia da Visibilidade Lésbica. A atividade aconteceu na Casa ARCO, em Jaboatão dos Guararapes, e contou com o apoio da Prefeitura Municipal, além da parceria com o Conselho Municipal LGBTQIAP+, no qual a organização ocupava, à época, o assento da pauta da juventude.
A ação ofereceu uma série de serviços gratuitos nas áreas de saúde, assistência social e cidadania. Foram disponibilizadas testagens rápidas para HIV, sífilis e hepatites, vacinação contra Covid-19 e gripe, distribuição de kits de redução de danos, orientações sobre o Bolsa Família, Benefício de Prestação Continuada (BPC), tarifa social de energia elétrica e retificação de nome. Também foram oferecidos serviços de emissão gratuita de segunda via de certidões, elaboração de currículos e distribuição de materiais educativos sobre diversidade e inclusão.
A iniciativa teve como objetivo ampliar o acesso a direitos e valorizar a visibilidade de mulheres lésbicas e da diversidade sexual, promovendo um ambiente de acolhimento, escuta e fortalecimento comunitário.

### Carreiras LGBTQIAP+
Em 6 de outubro de 2023, a ONG ARCO promoveu a roda de conversa “Carreira LGBTQIAP+”, com foco em empregabilidade e orientação profissional para pessoas LGBTQIAP+. A atividade foi realizada na Casa ARCO, em Jaboatão dos Guararapes, em parceria com a empresa Neoenergia, como parte da programação da Semana Internacional de Voluntariado da companhia.
O encontro abordou temas como elaboração de currículos, preparação para entrevistas, uso estratégico do LinkedIn e desafios enfrentados por pessoas LGBTQIAP+ no acesso ao mercado de trabalho. As inscrições foram abertas ao público por meio do site da ONG, com 20 vagas disponibilizadas. A iniciativa teve como objetivo ampliar a inclusão de pessoas LGBTQIAP+ no mundo do trabalho, promovendo um espaço de escuta, formação e fortalecimento de trajetórias profissionais em contextos de vulnerabilidade social.

### Estação Arco
Em 28 de outubro de 2023, a ONG ARCO realizou a ação “Estação ARCO: Dia das Crianças na Moenda de Bronze”, no bairro de Jaboatão Centro, em Jaboatão dos Guararapes. A atividade foi promovida em parceria com o influenciador digital e morador local Victor Calado, e aconteceu na quadra da Escola Municipal Aníbal Varejão.
Voltada para crianças e adolescentes da comunidade, a ação distribuiu mais de 150 kits com guloseimas e lanches, e ofereceu atividades recreativas como pula-pula, algodão-doce, jogos, corrida de saco e concurso de dança. O evento também promoveu momentos de lazer com música, brincadeiras e ações de convivência comunitária.
A iniciativa teve como objetivo celebrar o Dia das Crianças, promover o cuidado comunitário e valorizar os direitos da infância, especialmente em um território impactado pelas enchentes de 2022. A atividade integrou o conjunto de ações territoriais da ARCO com foco em saúde, cultura e cidadania para populações em situação de vulnerabilidade social.

### Éh Clôse
Em 30 de novembro de 2023, a ONG ARCO promoveu a oficina “Éh Clôse – Automaquiagem para pessoas LGBTQIAP+ e negras”, com o objetivo de incentivar a qualificação profissional e o empreendedorismo no setor da beleza. A atividade foi realizada de forma presencial na sede da organização, em Jaboatão dos Guararapes, e contou com a participação do maquiador profissional Júlio Lopes, especialista em maquiagem para televisão, publicidade e cinema.
Com duração de quatro horas, a oficina abordou fundamentos básicos de maquiagem, técnicas de preparação de pele, contorno e iluminação. Foram disponibilizadas 20 vagas, e as pessoas participantes receberam certificado de conclusão. A ação foi voltada especialmente para públicos historicamente marginalizados no mercado de trabalho, com foco na promoção da autoestima, autonomia e geração de renda.
A iniciativa integra a agenda de ações formativas da ARCO, buscando oferecer alternativas de profissionalização para pessoas LGBTQIAP+ e negras em situação de vulnerabilidade social, com base em uma abordagem interseccional e inclusiva.

### Dia da Consciência Negra
Em alusão ao Dia da Consciência Negra, a ONG ARCO realizou uma intervenção urbana nos dias 19 e 20 de novembro de 2023, espalhando mais de 100 cartazes em pontos centrais de Jaboatão dos Guararapes, como o Parque Jefferson de Freitas e a Praça do Metrô. A ação teve como objetivo estimular a reflexão sobre o racismo estrutural e promover a valorização da igualdade racial. Com frases de impacto e mensagens antirracistas, a iniciativa buscou engajar a população no combate à discriminação, ocupando o espaço público com arte e consciência social.

## Advocacy e incidência política

### Encontro Confluências PE – Normandia
Entre os dias 4 e 6 de novembro de 2022, representantes da ONG ARCO participaram do Encontro Confluências PE, realizado no Assentamento Normandia, em Caruaru (PE). A atividade foi promovida pela Escola de Ativismo no Nordeste (EANE) com o objetivo de reunir lideranças de diferentes movimentos sociais do estado. O encontro contou com a presença de coletivos e ativistas ligados às causas antirracista, LGBTQIAP+, feminista, antiproibicionista, de pessoas vivendo com HIV/Aids, populações indígenas, camponesas e urbanas. Durante os três dias, foram promovidos espaços de formação, trocas de experiências, ações de autocuidado e articulações em rede voltadas à promoção de uma sociedade mais equitativa.

### Protocolo ARCO-íris
A ONG ARCO também atua em frentes de advocacy e incidência política, com o objetivo de fortalecer políticas públicas voltadas à população LGBTQIAP+ e periférica. Em 6 de maio de 2023, a organização entregou à deputada estadual Dani Portela (PSOL) o projeto de lei denominado Protocolo ARCO-íris, durante uma roda de conversa realizada no Parque das Graças, em Recife (PE). A proposta foi elaborada por Carlos Santos, psicólogo e presidente da ONG, com participação de Luan Costa, codiretor da instituição.
O projeto propõe a criação de um protocolo estadual para o atendimento de vítimas de LGBTfobia em espaços públicos, como bares, festas, restaurantes, praças e eventos. A medida estabelece cinco princípios fundamentais para o atendimento:
- Celeridade na oferta de suporte;
- Respeito incondicional às decisões da vítima;
- Informação como ferramenta de combate à violência;
- Repúdio imediato a qualquer prática de LGBTfobia;
- Rigor na apuração e registro das ocorrências.

O objetivo da proposta é garantir acolhimento digno, encaminhamentos adequados e ações de prevenção diante das violências que afetam a população LGBTQIAP+ em ambientes públicos. A iniciativa também busca sensibilizar gestores, empresas e trabalhadores para a adoção de práticas inclusivas e seguras. A tramitação do projeto depende da avaliação e deliberação da Assembleia Legislativa de Pernambuco.

### Conselho Municipal LGBTQIAP+
Em junho de 2023, a ONG ARCO foi eleita para ocupar a cadeira titular de Juventude LGBTQIAP+ no Conselho Municipal LGBTQIAP+ de Jaboatão dos Guararapes, para o biênio 2023–2024. A escolha foi realizada por meio de votação pública, promovida na Casa dos Conselhos do município, com ampla participação da sociedade civil.
Durante sua atuação, a entidade contribuiu com proposições e deliberações voltadas à formulação, monitoramento e avaliação de políticas públicas relacionadas à diversidade sexual e de gênero. A ARCO também atuou no fortalecimento da transparência das ações do Conselho, priorizando a divulgação de informações e a ampliação do diálogo entre a sociedade civil e o poder público.
A participação no colegiado foi considerada pela organização como um marco institucional, ampliando sua capacidade de incidência sobre políticas públicas e garantindo representação ativa de jovens LGBTQIAP+ em espaços de decisão.

### Marcha da Maconha de Jaboatão
Desde 2023, a ONG ARCO organiza a Marcha da Maconha de Jaboatão dos Guararapes, mobilização anual que articula juventudes, movimentos sociais e ativistas antiproibicionistas em defesa da legalização da cannabis, da redução de danos e do enfrentamento ao racismo e à violência de Estado.
A primeira edição, realizada em 28 de maio de 2023, teve como tema “Não é só pra fumar um” e abordou a criminalização de usuários, o encarceramento em massa da juventude negra e a falta de acesso a medicamentos à base de cannabis. Apesar de autorizada pelo STF, a marcha enfrentou resistência: a deputada federal Clarissa Tércio (PP) anunciou que acionaria a polícia para fiscalizar o evento, enquanto a ONG denunciou tentativas de censura e discursos de ódio por grupos extremistas nas redes sociais.
A segunda edição, realizada em 26 de maio de 2024, trouxe o tema “Vote certo! Eles querem te prender!”, chamando atenção para o impacto da PEC 45/2023 e das eleições sobre a política de drogas. Novamente, o evento sofreu ataques, desta vez por parte do pré-candidato a vereador Sandro Tércio (PP), que publicou vídeos associando a marcha ao incentivo ao uso de drogas e defendendo sua proibição. A ARCO acionou o Ministério Público para assegurar a legalidade do ato e reafirmou o direito à livre manifestação.
A Marcha da Maconha de Jaboatão é uma iniciativa pioneira no município e se firma como espaço de resistência e debate público sobre justiça social, saúde e direitos humanos.

## Reconhecimento institucional
- Abril 2024 – Voto de Aplauso da Câmara Municipal do Recife.
- Junho de 2024 – Homenagem na Alepe durante a Sessão Solene do Dia do Orgulho LGBTQIA+.[40]
- 2025 – Recebimento do Prêmio Maria Lúcia Pereira do Governo Federal, pela atuação com o projeto Reduz na ARCO.[41]